# Amaranthus commutatus
Amaranthus commutatus är en amarantväxtart som beskrevs av Anton Joseph Kerner. Amaranthus commutatus ingår i släktet amaranter, och familjen amarantväxter. Inga underarter finns listade i Catalogue of Life.